# Juan Carlos Lueiza
Juan Carlos Lueiza Muñoz (Chile, 13 de agosto de 1991) es un futbolista chileno., Juega de mediocampista y su equipo actual es club deportivo los pingüinos ,Club Anterior Deportes Linares de la Segunda División Profesional de Chile temporada 2014. Hijo del destacado futbolista Juan Carlos Lueiza Flores, campeón Chileno el año 1978 con Palestino. Sus primeros pasos en este deporte, fueron en la escuela de Fútbol de Carlos Ramos, destacado futbolista profesional chileno, para después emigrar al club Palestino, donde realizó algunas etapas de cadete. Fue vendido a Cobresal donde terminó su preparación, con un paso fugaz en las inferiores de Colo Colo, para volver al Club Cobresal. Debutó en primera división en el equipo de Luis Musrri el año 2010. Estuvo convocado a selecciones chilenas como las sub-17 y sub-20 en el período de César Vaccia.

## Clubes
| Club                 | País  | Año         |
| -------------------- | ----- | ----------- |
| Cobresal             | Chile | 2010-2011   |
| Provincial Talagante | Chile | 2012        |
| Cobresal             | Chile | 2013 - 2016 |
|                      | Chile |             |